# Ram Rampage
La Ram Rampage es una camioneta monocasco, producida por Stellantis en Brasil y comercializada bajo la marca estadounidense Ram Trucks. Fue presentada en junio de 2023 y es el primer vehículo de la marca Ram producido en Brasil. 
Según Ram, el nombre «Rampage» proviene de la palabra inglesa que significa «agitación, ruido, alboroto, furia». El nombre también se retomó del Dodge Rampage, un utilitario liviano producido por Dodge en los años 1980.

## Resumen descriptivo
La Rampage se basa en la plataforma Small Global Modular, compartida con el Jeep Compass, el Jeep Commander y la Fiat Toro. Es el modelo más grande que utiliza esta plataforma y cuenta con el 60 % de sus componentes nuevos, además de la carrocería. Ram afirma que el 86 % de los aceros de alta y ultrarresistencia, se utilizan en la Rampage. Muchos componentes son comunes a los Jeep Compass y Commander, como los paneles de las puertas delanteras, el parabrisas y las piezas y molduras internas. La distancia entre ejes es 4 mm (0,2 pulgadas) mayor que la de la Fiat Toro, gracias a ajustes en la suspensión.
La caja tiene 1450 mm (57,1 pulgadas) de largo (2100 mm (82,7 pulgadas) con el portón trasero abierto) y 1055 mm (41,5 pulgadas) de ancho, con un volumen de 980 litros. El modelo de gasolina tiene una capacidad de 750 kg (1653 lb), mientras que el modelo diésel tiene una capacidad de 1015 kg (2238 lb).
La producción del Rampage comenzó oficialmente el 6 de junio de 2023 con una ceremonia en la planta Fiat Goiana, propiedad de Stellantis. A la ceremonia asistió el presidente de Brasil, Luiz Inácio Lula da Silva.  Stellantis ha invertido 1300 millones de reales en el desarrollo del nuevo vehículo, con la participación de más de 800 ingenieros y técnicos que acumulan 1,2 millones de horas de trabajo. Salió a la venta en Brasil el 20 de junio de 2023, con entregas a partir de agosto.

## Versiones
En su lanzamiento, Rampage presentó cuatro versiones: Big Horn, Laramie, Rebel y R/T. Cada modelo presenta un estilo exterior diferente y algunos cambios mecánicos para atraer a distintos tipos de clientes.
Todas las versiones, independientemente del motor, están equipadas con tracción total automática con ajuste bajo y una transmisión automática ZF de 9 velocidades.
El motor turbo de gasolina de 2.0 litros está disponible para todas las versiones. Comercializado como Hurricane 4, cuenta con inyección directa y turbo de doble flujo, que genera 272 CV (268 hp; 200 kW) y 40,8 kg⋅m (400 N⋅m; 295 lb⋅ft). Este motor es importado de Italia y ha sido utilizado por el Jeep Wrangler. Ram afirma una aceleración de 0 a 100 km/h (0 a 62 mph) en 6,9 segundos y una velocidad máxima de 220 km/h (137 mph).
Todos los niveles de equipamiento, excepto el R/T, también están disponibles con un motor turbodiésel Multijet. Originalmente, se trataba de un motor turbodiésel Multijet de 2.0 litros, compartido con el Jeep Compass, el Jeep Commander y la Fiat Toro, con una potencia máxima de 170 CV (168 CV; 125 kW) y 38,7 kg⋅m (380 N⋅m; 280 lb⋅ft).
A finales de 2024, se sustituyó por un 2.2 Multijet con 200 CV (197 CV; 147 kW) y 45,9 kg⋅m (450 N⋅m; 332 lb⋅ft), y una aceleración de 0 a 100 km/h (0 a 62 mph) de 10,9 segundos.

## Galería de imágenes

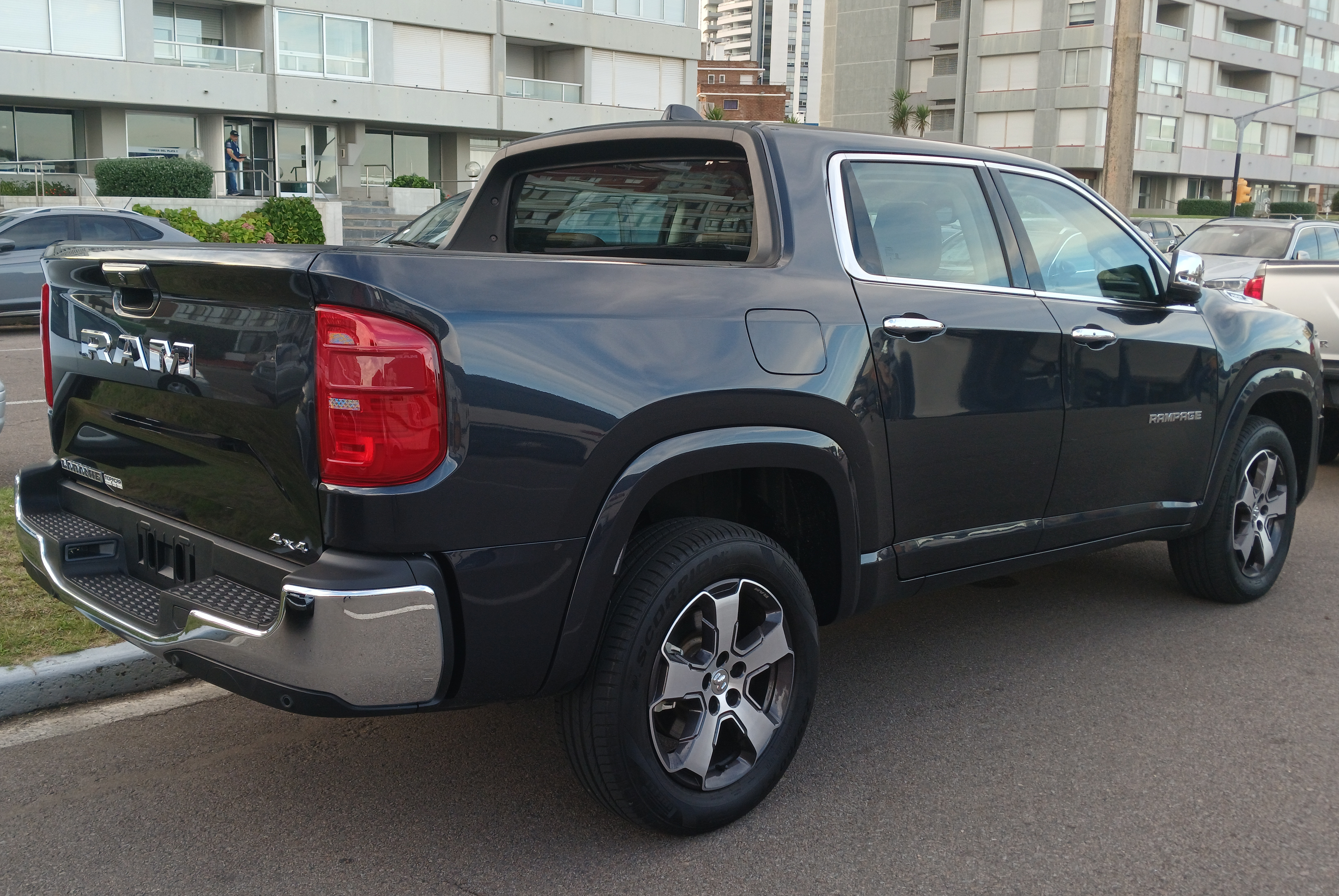
Ram Rampage Laramie (Vista trasera)
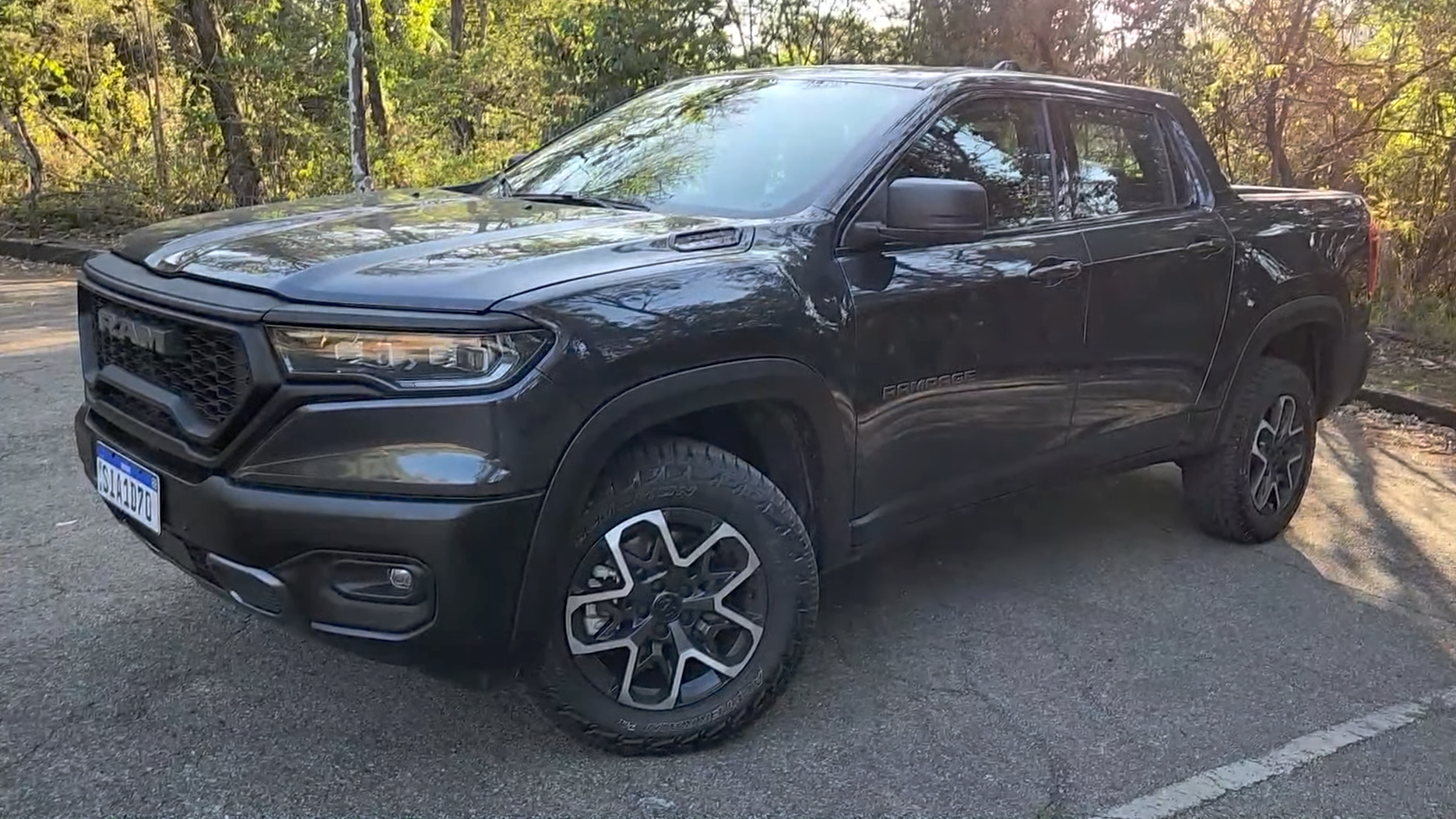
Ram Rampage Rebel
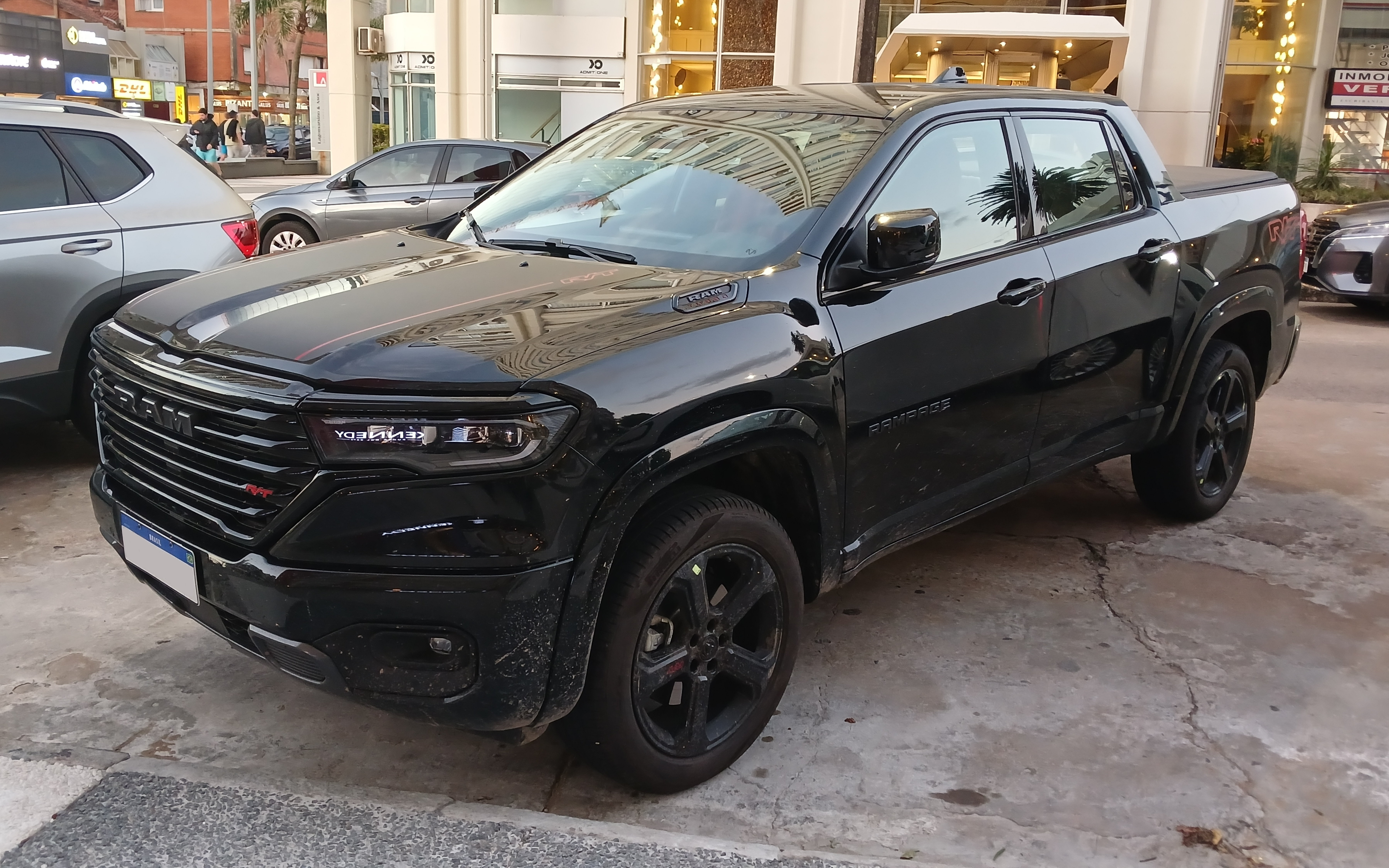
Ram Rampage R/T

## Ventas
| Años | Brasil |
| ---- | ------ |
| 2023 | 8,637  |
| 2024 | 23,620 |